# 7 Days Awake
7 Days Awake ist eine deutsche Rockband, die 2003 in Bielefeld gegründet wurde und für ihren experimentellen Zusammenschluss aus Indie-Rock und Psychedelic Rock bekannt ist.

## Geschichte
Die ursprünglich instrumentale Band wurde 2003 von dem Gitarristen Valera Igla, dem Schlagzeuger Hell-G, dem Bassisten Simon Vegaz und dem Perkussionisten Phil Kidneybone gegründet. Ein Song der Krautrockband Can lieferte den Musikern die nötige Inspiration bei der Namenssuche. Zu viert nahmen sie im Studio von Pit Fischer in Bielefeld ihr erstes Album Who Cares auf. Zusammen mit der Instrumentalband Friends of Dean Martinez gingen sie in Deutschland und den Niederlanden auf Tour.
Im Jahr 2004 stieß der Sänger Mario Carlucci zur Band hinzu. Cubism, ein eigenproduziertes Demo-album, wurde im Frühjahr 2005 an verschiedene Labels und Konzertveranstalter verschickt. Der Song OK Please Enter erschien auf dem Finest Noise Sampler, und die Band erarbeitete sich einen weitreichenden Ruf, sodass sie als Vorband für Formationen wie The Dwarves, Mother Superior oder WE spielten. Im Jahr 2006 konnte die Band mit dem Hamburger Label Abandon Records einen Vertrag abschließen.
Das Album 'Time Fluctuations' wurde im labeleigenen Studio von Alex Henke und Stefan Thoelen produziert und im Jahr 2007 veröffentlicht. Trotz vieler Konzerte, darunter zwei große Tourneen durch Deutschland, ein Auftritt in Madrid und Auftritte bei verschiedenen Open-Air-Festivals, entwickelten sich unüberbrückbare Differenzen zwischen der Band und dem Sänger, welche im Sommer 2009 zu einer Trennung führten. Da auch Phil Kidneybone bereits in 2008 ausgestiegen ist, schrumpfte die Band zu einem Trio. Den Gesang übernahm nun der Schlagzeuger Hell-G und es begann eine neue Ära in der Geschichte von 7 Days Awake.
„Wie Autofahren und Haare föhnen gleichzeitig“ erklärt Helge die Leistung eines Schlagzeug-spielenden Sängers. Im September 2010 erschien das Album Interference nach über einem Jahr Studioarbeit wieder über das Label Abandon Records. Auch dieses Album wurde von Alex Henke und Stefan Thoelen im labeleigenen Studio aufgenommen. Zu der Single Destination Zero wurde außerdem ein Musikvideo veröffentlicht. Das Trio spielte viele weitere Konzerte, unter anderem als Support für Bands wie Amplifier und Los Natas.
Nachdem die Band beim Album Interference mit allerlei Zutaten des Shoegaze und Indie-Pop experimentiert hat, gleicht das folgende Album Cthulhu, einem echten Befreiungsschlag. Das überwiegend instrumentale Album wurde von dem Gitarristen Valera Igla produziert. Der düstere Musikstil des Albums wurde stark von den Synthesizern des Gastmusikers Philipp Münch von Synapscape geprägt. Das Album erschien am 11.11.11 über Abandon Records/Playdead Music.
Die psychedelische Reise wurde auf dem Album Sleepwalk im Jahr 2013 fortgesetzt. Die zweite halbe Stunde des Albums, ist nur ein einziger Track. Wer sich also, vielleicht beim morgendlichen Kaffee, nebenbei von Musik berieseln lassen will, um dann ausgeschlafen in den Tag zu starten, dem wird dringend empfohlen, den Genuss dieser Platten in den Abend zu verlegen.
Da der Gitarrist Valera Igla seit dem Jahr 2013 in Italien wohnt, dauert es ganze sieben Jahre, bis das nächste Album 777 fertig gestellt wurde. Auf einer weißen Vinyl mit einem hübschen Cover wurde hier der inzwischen klar rauskristallisierte, eigene musikalische Stil der Band präsentiert.
Wohin die Reise in Zukunft gehen soll, will die Band nicht verraten, so Gitarrist Valera: „Wir waren schon immer eine experimentelle Band, das steht im Vordergrund, und das soll auch so bleiben.“

## Diskografie
- 2003: Who Cares (Album, True Bypass Records)
- 2005: Cubism (Demo-album, unreleased)
- 2007: Time Fluctuations (Album, Abandon Records, Hamburg)
- 2010: Interference (Album, Abandon Records, Hamburg)
- 2011: Cthulhu (Album, Abandon Records, Hamburg)
- 2013: Sleepwalk (Album, True Bypass Records)
- 2020: 777 (Album, True Bypass Records)